# Cricotopus brevilobus
Cricotopus brevilobus är en tvåvingeart som beskrevs av Kawai och Sasa 1985. Cricotopus brevilobus ingår i släktet Cricotopus och familjen fjädermyggor. Inga underarter finns listade i Catalogue of Life.